# Военушкин, Сергей Фёдорович
Сергей Фёдорович Вое́нушкин (26 ноября 1929, с. Красная Слобода Спасского кантона (ныне Спасский район) Татарской АССР, РСФСР — 15 февраля 2012, Москва, Российская Федерация) — советский государственный и хозяйственный деятель, министр промышленности строительных материалов СССР (1985—1989).

## Биография
В 1951 году с отличием окончил Карело-Финский государственный университет по специальности «геолог». Кандидат экономических наук (1976).
- 1947—1951 гг. — студент КФГУ,
- 1952—1954 гг. — начальник геологоразведочных партий Северо-Западного геологического управления Министерства геологии СССР,
- 1954—1958 гг. — в командировке в МНР,
- 1958—1963 гг. — заместитель начальника, начальник Управления промышленности строительных материалов Карельского совнархоза,
- 1963—1965 гг. — начальник Управления промышленности строительных материалов Северо-Западного совнархоза, Петрозаводск,
- 1965—1966 гг. — начальник Главного управления неметаллорудной промышленности и член коллегии Министерства промышленности строительных материалов РСФСР,
- 1966—1970 гг. — заместитель начальника, начальник Главного управления неметаллорудной промышленности Министерства промышленности строительных материалов СССР,
- 1970—1975 гг. — начальник планово-экономического управления и член коллегии Министерства промышленности строительных материалов СССР,
- 1975—1979 гг. — первый заместитель министра промышленности строительных материалов РСФСР,
- 1979—1985 гг. — министр промышленности строительных материалов РСФСР,
- 1985—1989 гг. — министр промышленности строительных материалов СССР.

С июля 1989 года персональный пенсионер союзного значения.
Депутат Верховного Совета РСФСР 11-го созыва, член Центральной ревизионной комиссия КПСС (1986—1990).
Похоронен на Троекуровском кладбище.

## Награды
- орден Трудового Красного Знамени
- орден «Знак Почёта»
- Заслуженный строитель РСФСР (1979)